# Краш-тест
Краш-те́ст (также крэш-тест, англ. crash test — аварийное испытание) — испытание техники на столкновение. Представляет собой умышленное воспроизведение от слабых до сильных столкновений с целью выяснения уровня повреждений. С 1966 года для краш-теста машины в машину помещают особый манекен, оборудованный датчиками для замера повреждений.
Наиболее дешёвым и простым для проведения является лобовой краш-тест машины. В нём разогнанный автомобиль направляется на бетонный блок. С 1997 года европейским комитетом по проведению независимых краш-тестов было принято решение проводить не лобовой краш-тест, а лобовой удар с 40 % перекрытием. Видоизменилось и препятствие: из бетонного блока оно превратилось в алюминиевый куб: стандартизованное подобие встречного автомобиля. Другое важнейшее испытание — боковые удары. Первый из них имитирует столкновение с машиной, едущей в перпендикулярном направлении. Тестируемое авто бьют аккуратно в середину водительской стороны алюминиевым барьером на тележке. Разгон автомобиля, как правило, осуществляют внешним мотором. Автомобиль раскрашивают специальным образом, чтобы было легче локализовать и измерить повреждения. Согласно европейским нормам, впервые установленным в 1997 году, за повреждения, полученные манекеном, снимаются баллы. По сумме баллов определяется степень безопасности.

## В России
В России в 2010-е годы испытания на фронтальное столкновение проводились ударом транспортного средства на скорости 56 км/ч о неподвижное деформируемое препятствие массой не менее 70 т, при этом препятствие должно перекрывать 40 % транспортного средства со стороны водителя. Испытание на боковое столкновение производилось ударом подвижного деформируемого препятствия размером ударной части 1,5 м × 0,5 м, массой 950 кг и скоростью 50 км/ч в неподвижное транспортное средство.
В настоящее время[когда?] термин краш-тест применяется не только к автомобилям, но и к ноутбукам, сотовым телефонам и прочим устройствам, к которым предъявляются повышенные требования надёжности.

## Системы тестов
На сегодняшний день существует несколько различных независимых организаций, занимающихся проведением краш-тестов, с различными видами методик:
- ADAC (Allgemeiner Deutscher Automobil-Club) — всеобщий немецкий автомобильный клуб.
- ANCAP (Australasian New Car Assessment Program)[англ.] — австралийская программа оценки безопасности автомобилей.
- ARCAP (Autoreview Car Assessment Program) — российский независимый рейтинг безопасности автомобилей, составляемый газетой Авторевю[3].
- ASEAN NCAP (New Car Assessment Program for Southeast Asia)[англ.] — азиатская программа оценки безопасности автомобилей.
- BNVSAP (Bharat New Vehicle Safety Assessment Program)[англ.] (Индия).
- C-NCAP[англ.] (Китайская Народная Республика).
- EuroNCAP (Евросоюз).
- Global NCAP[4].
- Green NCAP[англ.] (Евросоюз).
- IIHS (Insurance Institute for Highway Safety) — Страховой институт дорожной безопасности США.
- Latin NCAP (Latin New Car Assessment Programme )[англ.] — латиноамериканская программа оценки безопасности автомобилей.
- NHTSA (National Highway Traffic Safety Administration) — Национальное управление безопасностью движения на трассах США.
- JNCAP (Japan New Car Assessment Programme) (Япония)[5].
- НАМИ (Россия)[6].